# Solanum cunninghamii
Solanum cunninghamii är en potatisväxtart som beskrevs av George Bentham. Solanum cunninghamii ingår i släktet skattor som ingår i familjen potatisväxter. Inga underarter finns listade i Catalogue of Life.